# Lepidodexia bicolor
Lepidodexia bicolor är en tvåvingeart som först beskrevs av Carroll William Dodge 1967.  Lepidodexia bicolor ingår i släktet Lepidodexia och familjen köttflugor.
Artens utbredningsområde är Venezuela. Inga underarter finns listade i Catalogue of Life.